# Corsica Libera
Corsica Libera (en cors 'Còrsega Lliure') és un moviment nacionalista cors fundat l'1 de febrer del 2009 a Corti per més de 600 militants com a punt final d'un procés iniciat un any abans. Inclou antics moviments com Corsica Nazione, Rinnovu, Accolta Naziunale Corsa i Strada Diritta dissolts dintre de la nova organització.
Corsica Libera treballa per la independència de Còrsega mitjançant un procés d'autodeterminació. Aquesta organització no condemna la lluita armada que duu a terme l'FLNC.
Aquest partit està representat a l'Assemblea de Còrsega per quatre consellers territorials: Jean-Guy Talamoni, Véronique Sciaretti, Paul-Félix Benedetti i Josepha Giacometti, tots quatre elegits en les eleccions territorials del 2010, on el partit assolí gairebé el 10% dels vots.
Els militants de Corsica Libera també són presents en diverses organitzacions pròximes al moviment nacional i majoritàries a Còrsega, com són el Sindicatu di i travagliadori corsi o l'associació de pares Associu di i Parenti Corsi. L'alcalde de la ciutat corsa de Granaccia també és militant del partit, Jean-Yves Leandri.

## Organització
Corsica Libera no té president ni secretari general, per tal de respectar les diverses tendències que existeixen dintre del mateix partit. Existeix un esecutivu de vint-i-un membres i un tresorer, elegits en assemblea general, que governa el partit.
L'altre òrgan de govern del partit és a Ghjunta, format per delegats de seccions (1 per cada 5 militants). Es reuneix cada dos mesos i és responsable del control de l'executiu i dels diversos comitès d'acció.
Un d'aquest comitès és la Commission Anti-Répressive, responsable de donar suport als militants, activistes i presos polítics detinguts o empresonats. L'organització de manifestacions i el suport polític a les reivindicacions del col·lectiu en defensa dels presos polítics corsos i les seues famílies, l'Associu Sulidarità, és part de l'estratègia que segueix el partit en aquest sentit.
L'òrgan de premsa del partit és el diari U Ribombu.

## Història

### La refundació
El 2007, després de la desintegració de l'Unione Naziunale per la sortida del Partitu di a Nazione Corsa, diversos partits nacionalistes es comprometen a acostar posicions. D'aquesta manera comença el procés anomenat refondation du mouvement de libération nationale. Durant les Ghjurnate Internaziunale di Corti del 2008 s'inicia un procés de confluència que acabarà desembocant en la fundació del nou partit Corsica Libera.

### La lluita contra el PADDUC
Corsica Libera va destacar en particular durant l'ocupació simbòlica del jardí de la casa de Christian Clavier per denunciar, d'aquesta manera, el Plan d'Aménagement et de Développement Durable de la Corse (PADDUC) realitzat per l'UMP local i també la pràctica especulativa que s'estava duent a l'illa segons el moviment. Les repercussions d'aquesta ocupació es van ampliar en gran manera per l'impacte en l'alt nivell polític, amb la destitució de l'alt funcionari de seguretat de l'illa per Nicolas Sarkozy. Aquesta ocupació va prendre ràpidament el nom d'affair Clavier, diversos responsables de l'organització van rebre multes de fins a 500 € per "violació de la propietat privada".
El partit va ser un dels principals opositors al PADDUC proposat pels membres de l'UMP local, Ange Santini i Camille de Rocca Serra. Davant la forta oposició dels moviments nacionalistes, el Partit Comunista Francès i diverses associacions i col·lectius ecologistes, amb el suport de l'opinió pública, el projecte va ser retirat en la votació de l'Assemblea Corsa el 15 de juny del 2009.
En aquest context, Corsica Libera va ser l'única organització que va proposar una alternativa al PADDUC amb el document presentat sota el nom de "Corsica 21".

### Eleccions territorials del 2010
Aquestes eleccions van estar marcades pel canvi en el recompte impulsat pel Partit Radical d'Esquerra d'Émile Zuccarelli i Nicolas Alfonsi i amb el suport de l'UMP. D'aquesta manera, el llindar per accedir a la segona volta va passar del 5 al 7% i el de fusió va passar del 0 al 5%. Corsica Libera, així com els autonomistes i el Partit Comunista van denunciar aquesta maniobra, que segons ells només pretenia ampliar el domini del Partit Radical sobre l'Assemblea de Còrsega.
Tenint en compte aquesta nova situació, Corsica Libera va proposar una Scelta Patriottica ("Elecció Patriòtica") a tots els partits nacionalistes, fins i tot al Partitu di a Nazione Corsa, Inseme per a Corsica i A Chjama Naziunale. Aquest acord se sostenia en sis punts:
- A Tarra (la terra): L'elecció d'una política dominant en funció en termes d'accessibilitat i de desenvolupament econòmic.
- A Cultura (la cultura): La llengua i la cultura com a factor de desenvolupament, d'integració social i com a mitjà de desenvolupament econòmic. Oficialització de la llengua corsa.
- U Svillupu durevuli (desenvolupament sostenible): L'opció d'un desenvolupament econòmic articulat amb la complementarietat del sectors productius i d'un turisme basat en un re-equilibri entre l'interior i la costa. El que implica la protecció i valorització de l'entorn.
- A Scelta Suciali (elecció social): La redistribució de la riquesa. El dret a l'educació, l'habitatge, la salut, la formació i l'ocupació per a tots.
- A Liberazioni di i Patriotti Incarciariati (L'alliberament dels patriotes empresonats): Reclamar una resolució política i un procés just per als presos.
- La creació d'una ciutadania de Còrsega: Basat en 10 anys de residència permanent.

Malgrat tot, la resta d'organitzacions van refusar aquesta opció i Corsica Libera va decidir presentar-se sola a les eleccions territorials del 2010. El programa de Corsica Libera es va inspirar, majoritàriament, en el seu propi projecte Corsica 21 amb 100 proposicions concretes. Alhora, els independentistes van proposar 10 "mesures d'urgència".
En la primera volta, Corsica Libera va aconseguir 12.236 vots (9,36%) i va accedir a la segona volta. En aquesta segona volta va augmentar fins a 14.159 vots. D'aquesta manera el moviment independentista aconseguia quatre representants a l'Assemblea de Còrsega: Jean-Guy Talamoni, Véronique Sciaretti, Paul-Félix Benedetti i Josepha Giacometti. Aquesta última és la representant més jove de l'Assemblea.
En aquestes mateixes eleccions, la coalició autonomista corsa Femu a Corsica, liderada per Gilles Simeoni, va aconseguir onze consellers. El resultat d'autonomistes i independentistes va ser històric, ja que van aplegar gairebé el 36% dels vots en la segona volta.

### Tour 2013
Per primera vegada en les seues cent edicions, el Tour de France arribava a Còrsega. A l'illa mediterrània es van disputar les primeres tres etapes de l'edició del 2013. El partit independentista, Corsica Libera, va fer una crida a aprofitar la repercussió internacional de la prova per reivindicar la llibertat de l'illa.
Entre els actes de protesta s'hi van fer diverses pintades, després de les quals quatre militants independentistes van ser detinguts. Diumenge 30 de juny dos militants encara restaven detinguts a les dependències de la gendarmeria. Per aquest motiu, el partit independentista va amenaçar l'inici de la tercera etapa del Tour si no s'alliberaven els militants detinguts. Un cop alliberats, Corsica Libera va anunciar que no boicotejaria el pas de la carrera.